# 舒格洛夫鎮區 (阿肯色州布恩縣)
舒格洛夫鎮區（英語：Sugar Loaf Township）是位於美國阿肯色州布恩縣的一個行政鎮區。

## 地方資料
根據2010年美國人口普查的數據，舒格洛夫鎮區的面積為243.02平方千米，當中陸地面積為217.62平方千米，而水域面積為25.40平方千米。當地共有人口2320人，而人口密度為每平方千米9人。